# Mihaela Gheorghiu
Mihaela Gheorghiu (Iași, 1971) is een atleet uit Roemenië.
Op de Olympische Zomerspelen in 1996 nam Gheorghiu deel aan het onderdeel verspringen.
- World Athletics: 14295631